# Dasūa
Dasūa är en ort i Indien.   Den ligger i distriktet Hoshiarpur och delstaten Punjab, i den norra delen av landet, 400 km norr om huvudstaden New Delhi. Dasūa ligger 260 meter över havet och antalet invånare är 20 697.
Terrängen runt Dasūa är platt. Runt Dasūa är det tätbefolkat, med 476 invånare per kvadratkilometer. Närmaste större samhälle är Mukeriān, 15,6 km norr om Dasūa. Trakten runt Dasūa består till största delen av jordbruksmark.